# Igenem
Az igenem (latin elnevezéssel genus) azt jelöli, hogy az ige alanya, tárgya, ill. határozója milyen szerepet kap az igével kifejezett cselekvésben vagy történésben. (Ha például az alany a cselekvés végzőjét jelöli, a tárgy pedig azt, amire a cselekvés kihat, cselekvő igenemről beszélünk.)

## Cselekvő (aktív) és szenvedő (passzív)
A két legismertebb igenem a cselekvő (aktív) és a szenvedő (passzív).
Cselekvő igealak mellett az alany a cselekvés végzőjét fejezi ki (aki vagy ami csinál valamit), a cselekvés elszenvedőjét pedig (akivel vagy amivel történik valami) a tárgy jelöli. Szenvedő igealakoknál ugyanakkor az alany a cselekvés elszenvedőjére utal, a cselekvés végzőjét pedig – ha ki van téve – határozó fejezi ki.
Személyes szenvedő igealakokat csak tárgyas (esetleg más vonzattal rendelkező) igékből lehet képezni, mivel a létrejövő igealak csak az eredeti tárgyból (vagy más vonzatból) nyerheti el az alanyát. A létrejövő szenvedő alakok értelemszerűen tárgyatlanok, hiszen a korábbi tárgyukat immár az alany fejezi ki.
Kivétel ez alól az ún. indirekt (közvetett) tárgy szenvedővé alakítása, amikor az eredeti ige részeshatározói értelmű tárgya lesz az alany, és a „valódi”, közvetlen tárgya a szenvedővé alakítás után is tárgy marad, például angolul I was given a book (’könyvet adtak nekem’, ahol az ’én’ mint passzív szereplő az alany, a ’könyv’ pedig tárgya lesz a szenvedő igének).
Az igenemet – az ige többi tulajdonságaitól (igemód, igeidő, szám, személy, szemlélet, a magyarban határozottság) eltérően – szabadon megváltoztathatjuk a jelentés változása nélkül, csupán a nézőpont fog eltérni:
Pista megírja a levelet. = A levél megíratik Pista által.
A fenti mondatnál meg lehet figyelni, hogy szenvedővé való átalakításkor az eredeti tárgyból alany lesz, az eredeti alanyból pedig határozó.
Arról a tévhiedelemről, miszerint a ‑va/‑ve alakkal képzett passzív szerkezet a magyarban eleve hibás és kerülendő, lásd a nyelvi babona szócikket.

### Szenvedő alakok képzése nem tárgyesetű vonzatból
Sok esetben nemcsak a tárgyesetben lévő tárgyból, hanem más esetű és/vagy elöljárós vonzatokból is lehet szenvedő alakot képezni. Magyarul ez nem lehetséges: ha visznek engem (tárgyeset), mondhatjuk, hogy én vitetek, de ha játszanak velem (eszközhatározós eset), nem mondhatjuk, hogy „én vele-játszva vagyok”. Más nyelvekben viszont erre is van mód; angolul például a fenti így hangzik: I am played with (fordítása: ’játszanak velem’). A lengyel mondat: Król rządzi tym krajem (’egy király uralkodik az országon’), amelyben a tym krajem (’az országon’) eszközhatározós esetben áll, szintén átalakítható szenvedővé: Ten kraj jest rządzony przez króla (’az ország egy király által van uralva’). Az angol mondat a szenvedő formában is megőrizte a korábbi eszközhatározói elöljárót (with), a lengyelben viszont ugyanolyan formájú alannyá alakult, mintha tárgyból jött volna létre.

### Aktív–passzív alak és jelentés a mondatban
A cselekvő ige általában a cselekvés végzőjére, a szenvedő pedig a cselekvés elszenvedőjére helyezi a hangsúlyt: Pista megírja a levelet (Pistáról beszélünk), A levél megíratik (a levélről beszélünk). A szenvedő ige mellett általában nincs kitéve a cselekvő, hiszen nem hangsúlyos. Ha viszont mégis ki van téve, olyankor különös hangsúlyt kaphat. Ez elsősorban a kötött szórendű nyelvekre vonatkozik (például angol), ahol a cselekvő a mondat elején esetleg elsikkadhat, míg a szenvedő mondatban hátra kerül, így nagyobb hangsúlyt kap.
Az igenem mint nyelvtani jegy nem mindig esik egybe a cselekvés vagy történés nézőpontjával, a jelentésbeli hangsúlyokkal. Ebben a mondatban például: Levelet ír Pista – a hangsúly a levélen van, ez a logikai alany, ugyanakkor nem használunk szenvedő igealakot. Itt viszont: Pista által íratik meg a levél – a hangsúly Pistán van, a cselekvőn, őróla szól a mondat, a szenvedő igealak dacára. Ezekben a mondatokban a szórend és a mondatszerkezet felülbírálja az igenem által sugallt hangsúlyokat.
A magyarban (más nyelvekkel szemben) a szenvedő jelentés kifejezésére általában nem a szenvedő alakot, hanem más eszközöket vesznek igénybe, és a cselekvő alak sokszor szenvedő jelentést takar (l. lejjebb).

### Statikus és dinamikus passzívum
Többek közt a német, a spanyol és a holland nyelvben külön segédigével lehet kifejezni, hogy a passzív igével kifejezett cselekvés most megy végbe, vagy pedig korábban ment végbe, csak kihat a jelenre. Magyarul hasonló jelentésű az olvasódik (dinamikus) és az el van olvasva (statikus) pár. Angolul a dinamikus passzívumot a folyamatos jelen idő (ami a jelen pillanatban végbemenő cselekvések leírására szolgál) szenvedő alakjával fejezhető ki: The letter is being read. (a levél olvasódik).

### A személytelen passzívum
Többek közt a latinban és a németben a szenvedő alakot személytelen értelemben is használják, ha a résztvevők kiléte lényegtelen, és magán a folyamaton, történésen van a hangsúly. Az alany ilyenkor nem abból ered, akire/amire a cselekvés irányul, hanem csak formális szerepű általános alany. Ilyen például latinul: saltatur ’táncolnak’, ’folyik a tánc’ (szó szerint: „táncolva van”), cenatum est ’megvacsoráztak’ (szó szerint: „megvacsorálódott”); németül es wird getanzt ’táncolnak’, es wurde gelacht ’nevettek’. Ha tárgy nem is, más vonzat előfordulhat: dir wird geholfen ’segítenek neked’.

### Álszenvedő és félig álszenvedő igék
A latinban és még néhány más nyelvben (például svéd, görög, japán) számos olyan ige létezik, amelyeknek csak szenvedő alakjai léteznek, de cselekvő jelentésben: ezeket álszenvedő (deponens) igéknek nevezik. Például: loquor (’beszélek’, szenvedő alakú, cselekvő jelentésű). Álszenvedő igék a görögben a mediális igenemben is előfordulnak (ezért talán helyesebb lenne „ál-középigéknek” vagy „álmediális igéknek” hívni őket). Olyanra is van példa a görögben, hogy egy ige cselekvő, valamint szenvedő/mediális alakjának egymástól teljesen eltérő jelentése van (például 'απτω és 'απτομαι, ahol az előbbi, cselekvő alak azt jelenti: ’lángolok’, az utóbbi, szenvedő/mediális alak pedig azt: ’megérintek’).
A latinban a fentieknek egy jóval szűkebb altípusa az ún. félig álszenvedő (semideponens) igéké, amelyek folyamatos (imperfectum) alakjaikat cselekvő formákkal, befejezett (perfectum) alakjaikat viszont szenvedő formákkal képzik, például gaudet (’örül’, folyamatos jelen), de gavisus est (’örült’, befejezett jelen, szenvedő alakkal kifejezve). A görögben is előfordul egyes igéknél, hogy az álszenvedő (vagy álmediális) változat csak némelyik igeidőben (például a jövő időben) jelenik meg, a többiben pedig szokásos cselekvő alakokat használnak.

## A mediális ige vagy középige
A mediális ige vagy más néven középige átmenet a cselekvő és a szenvedő igenem között, amikor az alannyal jelölt szereplő nem szándékosan végzi a cselekvést, de az igealak mégis az alany valamiféle önállóságát sugallja: kinyílik (vö. szenvedő „kinyittatik” és cselekvő „kinyitják”), becsukódik (vö. „becsukatik” és „becsukják”), felépül (vö. „felépíttetik” és „felépítik”), leesik (vö. „leejtetik” és „leejtik”). A középigék némelyike jelentésben közelebb áll a szenvedő igékhez, míg mások a cselekvő igékhez közelítenek.
A mediális igéknél vagy nincs olyan szereplő, aki/ami előidézné a történést, vagy ha van, akkor ez jellemzően háttérbe szorul. Ha valakivel/valamivel úgy történik valami, hogy nincs említve más szereplő, aki/ami ezt csinálná vele, de nem is maga kezdeményezi a cselekvést, akkor a történést kifejező ige valószínűleg mediális.
A mediális igék tárgyatlanok.
Ugyanaz az ige más-más igenemet is kifejezhet, például magyar kijön: szándékosan, például egy ember a szobából, vagy nem szándékosan, például egy szög a falból; illetve mozog: szándékosan, mert mozgást végez, vagy nem szándékosan, például a szél miatt. Ezekben az egyik alak cselekvő, a másik mediális. Az angolban igen elterjedtek az ilyen kettős jelentésű igék, például move: mozgat/mozog, open: kinyit/kinyílik, hurt: megsért/fáj. A magyar megfelelőkön látszik, hogy egy ige másik igenembeli párja ugyanazon tőből is létrejöhet, de önálló lexéma is lehet.

## További igenemek
A további igenemek közé tartoznak az alábbiak:
- Műveltető (faktitív): az ige alanya mással végezteti el az igével jelölt cselekvést (például Pista Julcsával mosatja ki a ruháját: tárgyas igéből képezve a cselekvés végzőjét határozó fejezi ki; Megtáncoltatja a résztvevőket: tárgyatlan igéből képezve a cselekvés végzőjét tárgy jelöli).
- Visszaható (reflexív): az ige alanya egyszersmind kezdeményezi és el is szenvedi az igével jelölt cselekvést; tőle induló cselekvése önmagára hat vissza (például mosakszik, fésülködik, törölközik).
- Kölcsönös (reciprok): több szereplő kölcsönösen egymáson végzi ugyanazt a cselekvést; a cselekvésnek egyszerre végzői és (más révén) elszenvedői (például verekszik, kapcsolódik, barátkozik). Sokszor ezeket is a visszaható igékhez sorolják.

A műveltető ige mindig tárgyas, a visszaható és a kölcsönös igék pedig tárgyatlanok.
Amint a mediális igéknél, az egyes igealakok néha itt is lexikálisan önállóak, máskor szabályos vagy ritkább módokon képezhetők és átalakíthatók egymásból.
A fenti három csoportot néha tágabb értelemben a cselekvő igékhez sorolják.

### Az ergatív nyelvek igenemei
Az ergatív nyelvekben a cselekvő és a szenvedő kategóriája helyett másfajta rendszer használatos: a tárgyatlan ige alanya alakilag nem a tárgyas ige alanyával egyezik meg, hanem a tárgyas ige tárgyával. A tárgyas ige alanya ilyenkor ún. ergatív esetben áll, a tárgyas ige tárgya, valamint a tárgyatlan ige alanya pedig egyaránt abszolutív esetben.
Cselekvő értelmű tárgyatlan igéknél (például fut) nem könnyű belátni az ergativitást:
Pista fut.
Pista megeszi az ebédet.
Míg akkuzatív nyelvekben a két Pista esete esik egybe, ergatív nyelvekben az első mondatbeli Pista a második mondatbeli ebéddel lesz azonos esetű. – Mediális jelentésű tárgyatlan igéknél viszont nyomban érthetővé válik:
A labda elgurul.
Pista elgurítja a labdát.
A mediális igék alanya sok esetben valóban megfelel a cselekvő ige tárgyának – vagy éppen a szenvedő ige alanyának. Ilyen párt is alkothatunk:
A labda elgurul.
A labda elguríttatik Pista által.
Az ergatív nyelvek mondatszerkesztését tehát hasznosabb a mediális és a szenvedő igenem felől megközelíteni, mint a cselekvő felől.
Az angol nyelv számos tárgyas és tárgyatlan használatú igéjét (pl. move ’mozgat’ és ’mozog’) gyakran ergatívnak is nevezik. A magyar igék közül hasonló például a hajt, hiszen mondhatjuk, hogy én hajtom az autót, illetve hogy az autó kihajt a házból.

## Igenemek a magyarban
A magyarban a szenvedő jelentést általában nem szenvedő igealakkal (például íratik, mondatik), hanem több más lehetőség valamelyikével fejezzük ki:
- többes szám harmadik személyű cselekvő alak (például megvizsgálják a gyereket)
- mediális igék (például elhangzik „elmondatik” helyett, megépül „megépíttetik” helyett)
- van + határozói igenév (például el van küldve)
- lett + határozói igenév (például el lett küldve)
- körülírt kifejezések (például elküldésre került) – használata vitatható

A szenvedő igealakot csak egy-két alakban használjuk elterjedten, például születik, bár a versek és más rögzült formák révén továbbra is fellelhetők, például Már közhírré szétdoboltatik: minden kislány férjhez adatik (Weöres Sándor).
A többes szám harmadik személy használata a magyarban oly mértékben intézményesült a szenvedő értelem kifejezésére, hogy olyankor is használható, ha a cselekvő valójában csak egyes számú. Akkor is mondhatjuk például, hogy megvizsgálták a gyereket, ha a vizsgálatot csupán egyetlen orvos végezte.
A képzett igealakoknál az egyes igenemeket különféle képzők jelölik, például a szenvedő alakot az -atik/-etik, -tatik/-tetik képző.
A szenvedő igealak ikes igeként ragozódik, többes számú alakjai egybeesnek az -at/-et, -tat/-tet képzős műveltető igéivel:
- vitetem
- vitetel
- vitetik
- vitetünk (minket visznek vagy mi vitetünk valakivel valamit)
- vitettek (titeket visznek vagy ti vitettek valakivel valamit)
- vitetnek (őket viszik vagy ők vitetnek valakivel valamit).

Amint a fenti példák mutatják (l. További igenemek), a többi felsorolt igenemnek is van megfelelője magyarul.